# صوت سکوت
صوت سکوت یک مستند به کارگردانی امیر حمز و مارک لازارز است که در سال ۲۰۰۶ میلادی منتشر شد. این مستند به موسیقی در ایران می‌پردازد. این مستند در جشنواره فیلم ترایبکا به نمایش درآمد، و شامل کارهایی از اوهام، بروبکس و هیچ‌کس است.